# Stenodynerus krombeini
Stenodynerus krombeini är en stekelart som beskrevs av Richard Mitchell Bohart 1953. Stenodynerus krombeini ingår i släktet smalgetingar, och familjen Eumenidae. Inga underarter finns listade i Catalogue of Life.